# Epatite A
L'epatite A (in precedenza nota come epatite infettiva) è una malattia infettiva acuta del fegato causata dal virus dell'epatite A (HAV). Molti dei casi presentano pochi o nessun sintomo, soprattutto nei soggetti giovani. Per chi li sviluppa, il tempo tra l'infezione e il manifestarsi dei sintomi è tra le due e le sei settimane e questi possono comprendere nausea, vomito, diarrea, ittero, febbre e dolore addominale. Dal 10%  al 15% delle persone sperimentano una ricorrenza dei sintomi durante i sei mesi successivi all'infezione iniziale. Può raramente verificarsi un'insufficienza epatica acuta, evento più comune negli anziani.
Solitamente l'epatite A si diffonde per via oro-fecale, ossia mangiando o bevendo cibi o acqua contaminati da feci infette. Molluschi che non sono stati sufficientemente cotti, come le cozze, sono una fonte relativamente comune. Il virus può anche essere diffuso attraverso il contatto con una persona contagiosa, ad esempio condividendo lo stesso bagno senza la necessaria igiene delle mani oppure anche per via sessuale, attraverso rapporti sessuali oro-anali.  I bambini spesso non presentano sintomi quando vengono infettati sono però in grado di infettare gli altri. Dopo una singola infezione l'individuo acquisisce una immunità per il resto della sua vita. La formulazione della diagnosi prevede l'esame del sangue, in quanto i sintomi sono simili a quelli di molte altre malattie.
Il vaccino antiepatite A è efficace per la prevenzione. Alcuni paesi lo raccomandano di routine per i bambini e per gli individui a più alto rischio che non sono stati precedentemente vaccinati. La somministrazione di una dose di vaccino sembra essere efficace per tutta la vita. Altre misure preventive comprendono il lavaggio delle mani e la corretta e completa cottura dei cibi. Al 2014 non esiste un trattamento specifico; generalmente vengono consigliati il riposo e, a seconda delle necessità, l'assunzione di farmaci contro la nausea e la diarrea. Le infezioni di solito si risolvono completamente e senza che vi sia un danno al fegato. Se si dovesse incorrere in un caso di insufficienza epatica acuta, l'unico trattamento possibile è il trapianto di fegato.
A livello globale, circa 1,5 milioni di casi sintomatici si verificano ogni anno, mentre le infezioni si stima possano arrivare a qualche decina di milioni. La malattia è più comune nelle regioni del mondo con scarsità di norme igieniche e con la difficoltà ad accedere a fonti d'acqua non contaminate. Nei paesi in via di sviluppo circa il 90% dei bambini rimangono infettati prima dei 10 anni e quindi risultano immuni in età adulta. Nel 2010, le infezioni acute da epatite A hanno provocato 102 000 morti nel mondo.

## Epidemiologia

Diffusione dell'Epatite A nel mondo (2005)

Si ritiene che, a livello globale, le infezioni sintomatiche di epatite A si riscontrino in circa 1,4 milioni di persone all'anno, tuttavia le infezioni anche silenti potrebbero essere di alcune decine di milioni. Nel 2010, l'epatite acuta A ha provocato 102 000 morti, un dato leggermente superiore ai 99 000 registrati nel 1990. I paesi sviluppati hanno bassi valori di virus dell'epatite A circolanti, mentre i paesi in via di sviluppo li hanno elevati. La maggior parte degli adolescenti e degli adulti di questi paesi hanno già avuto la malattia e sono quindi immuni. Gli adulti nei paesi di livello medio di sviluppo possono essere a rischio della malattia.
Essendo l'infezione da HAV più sintomatica negli adulti che in età infantile paradossalmente con la diminuzione della frequenza delle infezioni si è rilevato un aumento delle infezioni clinicamente manifeste. Il periodo medio di incubazione è intorno alle 4 settimane. In Italia fattori di rischio per infezioni da HAV sono il consumo di frutti di mare, bere acqua contaminata o effettuare viaggi in aree dove l'epatite A è endemica, ma anche il lavoro in scuole materne o in unità di terapia intensiva neonatale può aumentare il rischio di infettarsi. La presenza dei virus nelle feci, riscontrabile nelle 2 settimane che precedono l'esordio della malattia e nella prima settimana del decorso clinico, cessa quando la SGOT o la bilirubina raggiungono il loro picco. Durante l'incubazione e durante il primo manifestarsi della fase acuta il paziente può aver contagiato coloro che hanno avuto contatti stretti con lui.

### Paesi
Vi sono stati 30 000 casi di epatite A segnalati ai centri per la prevenzione e il controllo delle malattie negli Stati Uniti nel 1997, ma il numero è sceso a meno di 2 000 casi segnalati ogni anno.
L'epidemia di epatite A più grave che ha colpito gli Stati Uniti risale al 2003 e aveva colpito almeno 640 persone (uccidendone quattro) nel nord-est dell'Ohio e in Pennsylvania sud-occidentale. Il focolaio è stato attribuito a delle cipolle verdi contaminate in un ristorante di Monaca in Pennsylvania. Nel 1988, più di 300 000 persone a Shanghai, in Cina vennero infettate dal virus dell'epatite A dopo aver mangiato vongole (Anadara subcrenata) provenienti da un fiume contaminato. Nel giugno 2013, frutti di bosco surgelati venduti da un rivenditore statunitense e acquistati da circa 240 000 persone sono state oggetto di un richiamo, dopo che almeno 158 persone sono risultate positive al virus HAV; per 69 di esse è stato necessario il ricovero in ospedale.
Attualmente (dal settembre del 2016 ad almeno il luglio del 2017) è presente in Europa una epidemia di Epatite A coinvolgente la categoria degli MSM (men who have sex with men), il numero di donne coinvolto risulta essere una percentuale molto esigua (1-2%).

## Eziologia e virologia
Il virus dell'epatite A (HAV) è un virus a RNA appartenente agli Hepatovirus, un genere della famiglia Picornaviridae. L'HAV è privo di pericapside ed è costituito da un capside icosaedrico dal diametro di 27 nm costituito da quattro polipeptidi (VP1, VP2, VP3, VP4 e VP5). L'insieme delle quattro proteine del capside forma un protomero, cinque protomeri formano un pentamero caratterizzato da una parte centrale costituita da cinque proteine VP1 e da una fessura che le separa dalla parte restante dei protomeri costituita da VP2, VP3, VP4 e VP5. HAV possiede un solo sierotipo. Il capside contiene un singolo filamento di RNA a polarità positiva lungo 7 478 nucleotidi. All'estremità 5' dell'RNA è attaccata la proteina VPg, mentre l'estremità 3' è poliadenilata. HAV si lega mediante il "canyon" formato dalle proteine del capside al recettore espresso sugli epatociti cui consegue una modificazione conformazionale del capside con rilascio di VP4.
Il genoma viene quindi introdotto nella cellula bersaglio attraverso il canale venutosi a creare dopo lo spostamento di VP1 e il rilascio di VP4. L'RNA virale si associa ai ribosomi tramite un'ansa simile a quella che si trova sugli mRNA e viene tradotto in 10-15 minuti, dopodiché il polipeptide che si è venuto a creare viene tagliato da una proteasi codificata dal virus. La replicazione dell'RNA del virus coinvolge una RNA-polimerasi RNA-dipendente virale che a partire dall'RNA a polarità positiva trascrive un mRNA a polarità negativa dal quale viene sintetizzato l'RNA a polarità positiva del virus.
L'RNA virale compete con l'mRNA cellulare per l'attacco ai ribosomi bloccandone la traduzione. Le proteine del capside si assemblano dapprima a formare un procapside costituito dalle proteine strutturali VP0, VP1 e VP3, successivamente la proteasi virale scinde VP0 in VP2 e VP4 determinando il completamento del capside. Completata la replicazione dell'RNA virale, questo migra all'interno del capside di HAV così da formare il virione completo. HAV, a differenza di altri picornavirus non è citolitico ma viene rilasciato dagli epatociti per esocitosi.
HAV si trasmette quasi esclusivamente per via oro-fecale, generalmente mediante l'ingestione di acqua o cibo contaminato, spesso molluschi bivalvi come ostriche, vongole o cozze che filtrano acqua con residui fecali contenenti il virus, mentre è insolita la trasmissione parenterale così come quella sessuale. Il capside di HAV è particolarmente resistente per un picornavirus, sopravvive infatti in acqua dolce o salata, resiste ai detergenti, sopporta temperature fino a 60 °C e ambienti a pH 1. Il contagio è più frequente in autunno e nella fase iniziale dell'inverno. Presenta come organo elettivo di replicazione il fegato e viene eliminato con le feci, eliminazione che è massima nell'ultimo periodo di incubazione.

## Trasmissione e patogenesi
HAV una volta ingerito penetra attraverso l'epitelio orofaringeo o intestinale nella circolazione sanguigna. Il sangue lo trasporta nel fegato, qui HAV si lega agli epatociti o alle cellule di Kupffer, penetra nel loro citoplasma e si replica; i virioni così prodotti sono espulsi dall'epatocita per esocitosi nella bile per essere poi eliminati con le feci. Il virus è riscontrabile nelle feci da cinque giorni prima della comparsa dei sintomi e delle alterazioni di laboratorio, sino a dieci giorni dopo l'esordio. Nei pazienti immunodepressi la eliminazione del virus con le feci potrebbe continuare sino a 6 mesi dopo l'esordio.
Il sistema immunitario combatte l'infezione da HAV tramite la secrezione di interferoni che limitano la replicazione virale e per induzione di apoptosi nelle cellule infette da parte di linfociti NK e linfociti T-citotossici. Aiutano a combattere il virus anche anticorpi, in particolare IgG e IgM e il sistema del complemento mediante citotossicità cellulare anticorpo-dipendente. L'epatopatia e l'ittero conseguenti all'infezione da HAV sono da imputarsi prevalentemente alla risposta immunitaria contro il virus. Gli anticorpi anti-HAV in seguito a un'infezione permangono a vita.

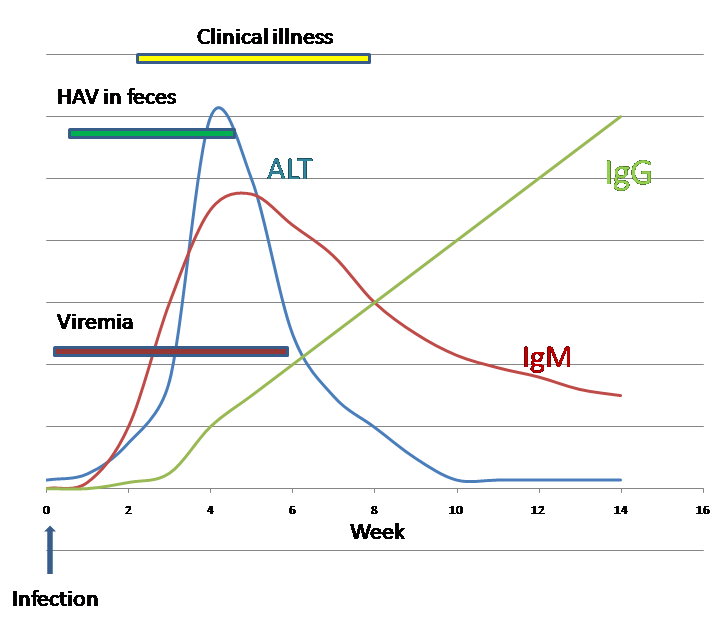
Risposta degli anticorpi all'infezione da Epatite A

### Decorso temporale
Tempi misurati a partire dalla contrazione del virus:
- Incubazione: 2-7 settimane, mediamente 30 giorni.
- Prodromi: 3-5 settimane.
- Virus nel sangue: 3-6 settimane.
- Virus nelle feci: 2-8 settimane, massimo dopo 3-4 settimane.
- Ittero: 4-8 settimane.
- Enzimi epatici elevati: 4-9 settimane.
- IgM anti-HAV: a partire dalla 3ª o 4ª settimana, massimi dopo 5-7 settimane, diminuiscono dopo 7-8 settimane.
- IgG anti-HAV: a partire dalla 4ª o 5ª settimana, dopo 8 settimane superano i livelli di IgM anti-HAV, raggiungono il massimo a partire da 9-10 settimane dopo la contrazione.

## Clinica

### Segni e sintomi
I primi sintomi di epatite A possono essere scambiati per l'influenza, ma in alcuni malati, soprattutto nei bambini, la condizione potrebbe essere asintomatica. I sintomi di solito appaiono da 2 a 6 settimane (periodo di incubazione) dopo l'infezione iniziale, con una media di 28 giorni.
Il rischio di infezione sintomatica è direttamente correlata all'età, con oltre l'80% degli adulti che sviluppano sintomi compatibili con l'epatite virale acuta e la maggior parte dei bambini (90%) che hanno infezioni asintomatiche o non riconosciute.
I sintomi dell'epatite A sono caratterizzati da esordio improvviso 15-50 giorni dopo l'ingestione e sono costituiti principalmente da malessere, perdita di appetito, astenia, nausea, vomito, dolore addominale e febbre nella fase pre-itterica e urine scure, feci chiare, comparsa di ittero e prurito nella fase itterica. A partire da 4-5 giorni prima della fase itterica si assiste a un'intensificazione della sintomatologia che invece migliora a partire dalla fase itterica.
Nel bambino, spesso asintomatico, la manifestazione prevalente è la diarrea. L'ittero, molto frequente negli adulti (70-80%), meno frequente nei bambini dai 6-17 anni (40-50%) è invece raro (meno del 10% dei casi) nei bambini piccoli sotto i 6 anni. L'epatite A non cronicizza mai.

### Diagnosi
Anche se il virus dell'epatite A viene escreto con le feci verso la fine del periodo di incubazione, la diagnosi viene fatta attraverso la rilevazione di specifici anticorpi IgM nel sangue. L'anticorpo IgM è presente solo a seguito di una infezione acuta da epatite A. È rilevabile da una a due settimane dopo l'infezione iniziale e persiste per un massimo di 14 settimane. La presenza di anticorpi IgG nel sangue significa che la fase acuta della malattia è passata e la persona è immune da ulteriori infezioni. Gli anticorpi IgG dell'epatite A si trovano nel sangue anche dopo la vaccinazione e i test per l'immunità al virus sono basati sul loro rilevamento.
Durante la fase acuta dell'infezione, il l'enzima epatico alanina transaminasi (ALT) è presente nel sangue a livelli molto più elevati di quanto sia normale. L'enzima proviene dalle cellule del fegato che sono state danneggiate dal virus.
Il virus dell'epatite A è presente nel sangue (viremia) e nelle feci delle persone infette fino a due settimane prima che la malattia clinica si sviluppi.

## Trattamento
Al 2014, non esiste un trattamento specifico per l'epatite A. I malati sono invitati al riposo, a evitare cibi grassi e bevande alcoliche (questi possono essere mal tollerati durante la fase di recupero e causano recidive), assumere una alimentazione ben bilanciata e rimanere idratati.

## Prognosi
I pazienti senza altre malattie concomitanti che si ammalano di epatite A guariscono generalmente tutti senza sequele cliniche, e la mortalità per epatite A è in genere dello 0,1% o comunque inferiore allo 0,5%, ma aumenta in soggetti anziani o debilitati. Raramente possono manifestarsi forme recidivanti, forme colestatiche (2-3%, con durate della sintomatologia per 1-2 mesi o più) e forme fulminanti, queste ultime hanno una mortalità dell'80%.
Negli Stati Uniti nel 1991 ci fu un basso tasso di mortalità per epatite A, pari a 4 decessi ogni 1000 casi nella popolazione generale, ma un più alto tasso di 17,5 per 1000 guardando coloro che avevano un'età superiore ai 50 anni. Il rischio di morte per insufficienza epatica acuta in seguito all'infezione da epatite A aumenta con l'età e quando il paziente soffre già di una malattia epatica cronica.
I bambini che sono infettati con epatite A in genere hanno una forma più lieve della malattia, di solito della durata di 1-3 settimane, mentre gli adulti tendono a sperimentare una forma più grave della patologia.

## Prevenzione
Per ridurre il rischio di infezione è fondamentale attenersi alle elementari norme igienico-sanitarie. Le misure di prevenzione consistono nel lavaggio delle mani, nell'eliminazione dei liquidi e del cibo contaminato. L'acqua contaminata può essere purificata mediante clorazione, essendo l'HAV sensibile al cloro o per bollitura a temperature superiori ai 60 °C che denaturano il virus.
In previsione di viaggi in aree a elevata endemia è consigliato ricorrere alla vaccinazione anti epatite A, tale vaccinazione è indicata anche nella popolazione MSM e nei pazienti epatopatici.

### Immunizzazione

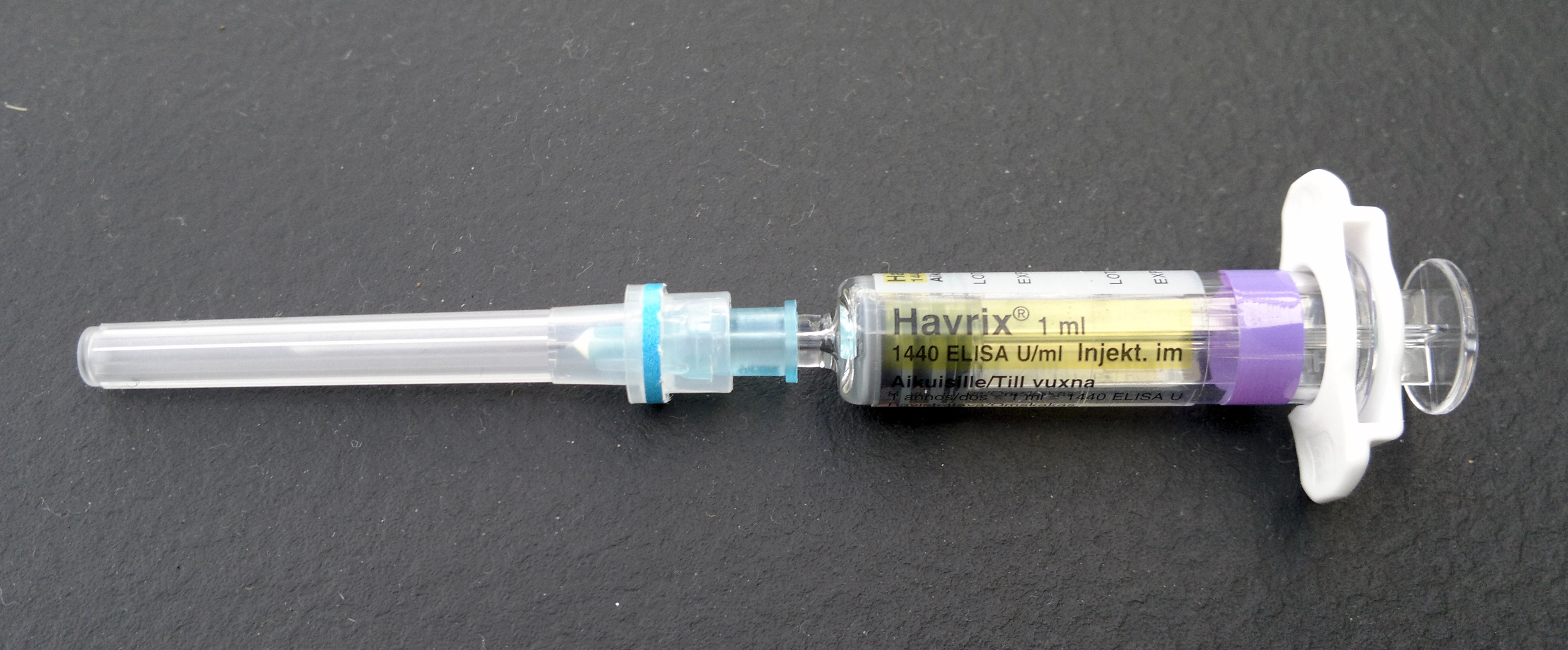
Un vaccino per l'epatite A.

È possibile sia l'immunizzazione passiva con immunoglobuline sia la vaccinazione. L'immunizzazione pre-esposizione con immunoglobuline è indicata in caso di viaggi in paesi tropicali, in paesi in via di sviluppo o in zone non abitualmente frequentate da turisti. È possibile anche l'immunizzazione post-esposizione in caso di parente o convivente con epatite A o in caso di bambini di scuole materne in cui sono stati identificati casi di epatite A.
Dosaggio di immunoglobuline commerciali (ISG): 0,5 mL nei bambini piccoli, 1 mL nei più grandi, 2 mL negli adulti. L'efficacia della profilassi dipende dalla tempestività con cui è praticata. L'immunizzazione dura da 3 a 6 mesi.
Il vaccino conferisce protezione del dopo 4 settimane dalla prima dose ed è raccomandato in caso di viaggio di zone endemiche, per personale militare, per soggetti impiegati in asili nido, per tossicodipendenti che fanno uso di droghe endovenose, per gli omosessuali praticanti, per soggetti che necessitano di trasfusioni, per pazienti con epatopatie croniche e per personale che lavora in unità di terapia intensiva.
Il vaccino è somministrato in due dosi a tempo 0 e a 6-12 mesi di distanza, garantendo una copertura teorica di 8 anni (ma, secondo diversi studi, garantirebbe invece una copertura a vita). Esiste anche il vaccino combinato HAV-HBV somministrato a 0-3-6 mesi di distanza.